# High Hopes Tour
L'High Hopes Tour è stato una tournée intrapresa da Bruce Springsteen nel 2014.

## Formazione
- Bruce Springsteen – voce, chitarra, armonica a bocca e pianoforte

### E Street Band
- Roy Bittan – pianoforte, tastiere e fisarmonica
- Nils Lofgren – chitarra, pedal steel guitar, fisarmonica e cori
- Patti Scialfa – cori, chitarra e tamburello basco
- Garry Tallent – basso elettrico, tuba e cori
- Steven Van Zandt – chitarra, mandolino e cori
- Max Weinberg – batteria e tamburello basco

### Altri musicisti
- Soozie Tyrell — violino, chitarra acustica, strumenti a percussione e cori
- Charles Giordano — organo elettronico, glockenspiel elettronico, fisarmonica, pianoforte e cori
- Tom Morello — chitarra e cori

The E Street Horns
- Jake Clemons — sassofono, strumenti a percussione e cori
- Barry Danielian — tromba e strumenti a percussione
- Clark Gayton — trombone, tuba e strumenti a percussione
- Eddie Manion — sassofono e strumenti a percussione
- Curt Ramm — tromba e strumenti a percussione

The E Street Choir
- Curtis King — cori e tamburello basco
- Cindy Mizelle — cori e tamburello basco
- Michelle Moore — cori
- Everett Bradley — cori e strumenti a percussione

## Scaletta
Secondo i dati forniti dal sito web specializzato setlist.fm, la seguente è stata la scaletta adottata con maggiore frequenza durante la tournée:
1. High Hopes (degli Havalinas)
2. Just Like Fire Would (dei Saints)
3. Hungry Heart
4. No Surrender
5. Death to My Hometown
6. Spirit in the Night
7. Badlands
8. Wrecking Ball
9. The River
10. Johnny 99
11. The Promised Land
12. American Skin (41 Shots)
13. Because the Night
14. Heaven's Wall
15. Darlington County
16. Shackled and Drawn
17. Waitin' on a Sunny Day
18. The Ghost of Tom Joad
19. Land of Hope and Dreams
20. Light of Day (di Joan Jett and the Blackhearts)
21. The Rising
22. Born in the U.S.A.
23. Bobby Jean
24. Born to Run
25. Dancing in the Dark
26. Tenth Avenue Freeze-Out
27. Thunder Road
28. Shout (degli Isley Brothers)